# Transport kolejowy na Madagaskarze

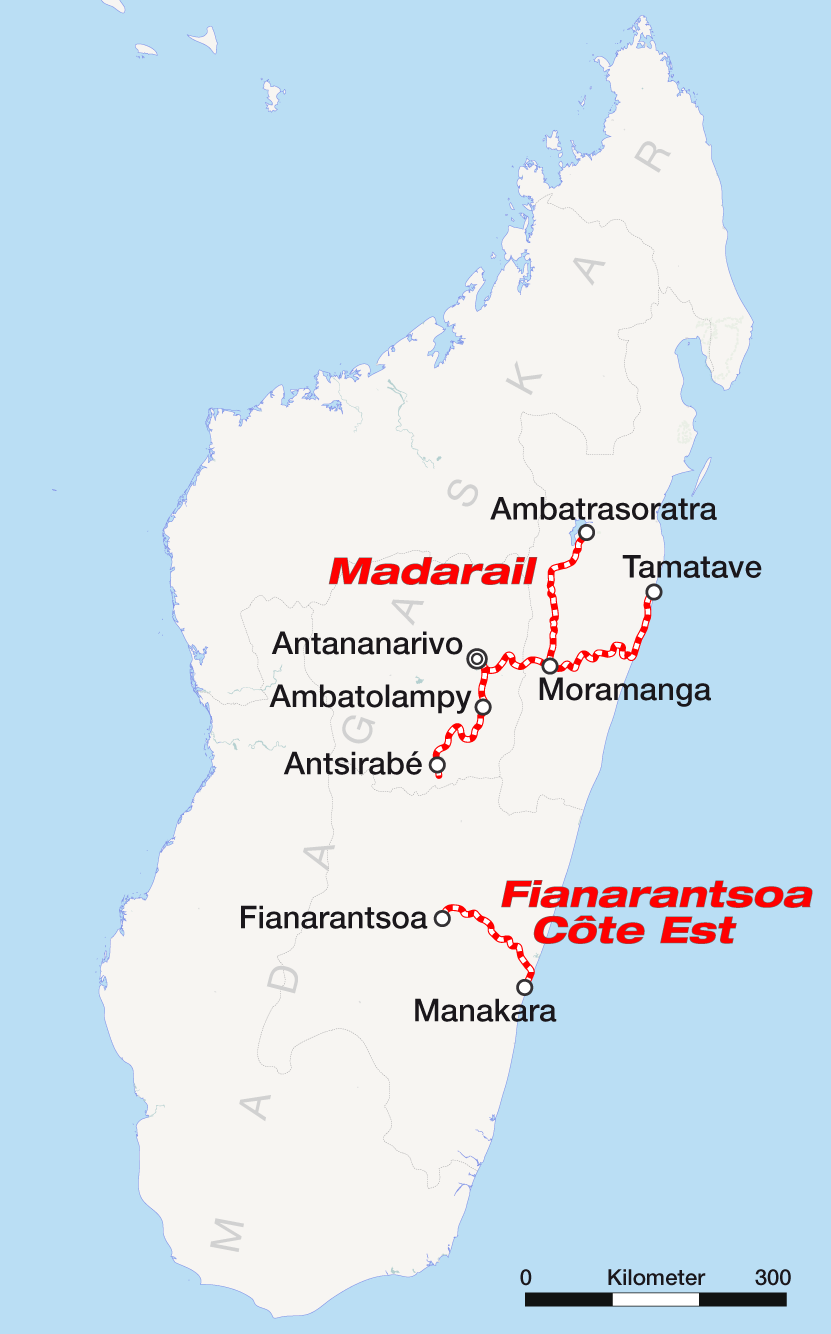
Sieć kolejowa Madagaskaru

Transport kolejowy na Madagaskarze – system transportu kolejowego działający na terenie Madagaskaru.
Na Madagaskarze istnieje 836 km linii kolejowych. Wszystkie linie są niezelektryfikowane. Linie mają wąski, metrowy rozstaw szyn – 1000 mm.

## Infrastruktura
Madagaskarska sieć kolejowa składa się z dwóch niepołączonych ze sobą części.
Pierwsza obsługiwana przez Madarail obejmuje linię Toamasina – Moramanga – Antananarywa (TCE, 370 km) wraz z odgałęzieniami: Moramanga – Ambatondrazaka (MLA, 142 km) oraz Antananarywa – Antsirabe (TA, 153 km).
Druga obsługiwana przez Fianarantsoa Côte Est obejmuje linię Manakara – Fianarantsoa (FCE, 163 km).

## Historia
Jako pierwsza powstała linia Tananarive–Côte Est (TCE). Jej budowa ruszyła 1 kwietnia 1901 roku.
Odcinek Antananarywa – Brickaville otwarto 1 kwietnia 1909 roku.
4 marca 1912 roku rozpoczęto budowę linii łączącej Antananarywę z Antsirabe, którą ukończono 15 października 1923 roku.
6 marca 1913 roku otwarto linię Brickaville – Tamatave.
31 maja 1915 roku miasto Moramanga zostało połączone z regionem jeziora Alaotra. 25 czerwca 1922 roku obszar jeziora Alaotra został połączony z miastem Ambatondrazaka.
28 lutego 1944 roku założono spółkę kolejową Regie Generale Des Chemins De Fer D'outre-mer. 1 stycznia 1951 roku spółka zmieniała nazwę na Régie Des Chemins De Fer De Madagascar (RCFM).
W 1974 roku państwo malgaskie znacjonalizowało przedsiębiorstwo kolejowe.
W latach 90. XX wieku kolej popadła w ruinę.
10 października 2002 r. kolej sprywatyzowano. Utworzono wówczas Madarail.
W latach 1926–1936 powstała linia południowa (FCE, Fianarantsoa Cote Est).
W 2018 r. podpisano memorandum w sprawie nowej linii między Antananarywą a Fianarantsoą, łączącej obie sieci.